# Páez (Miranda)
Páez è un comune del Venezuela situato nello Stato del Miranda.
Il capoluogo del comune è la città di Río Chico.